# Premsa d'Irlanda
La premsa d'Irlanda que s'ha distribuït i es distribueix, es recull en aquest resum.

## Llistat de periòdics nacionals
| Nom del diari      | Qualitat        | Tendència          | Tipus    | Format      | Grup editorial | Ref.  |
| ------------------ | --------------- | ------------------ | -------- | ----------- | -------------- | ----- |
| Irish Independent  | qüestionable    | dreta conservadora | pagament | compacte    |                | [ 1 ] |
| The Irish Times    | seriós          | centre-esquerra    | pagament | gran format |                | [ 1 ] |
| The Irish Sun      | qüestionable    | pagament           | tabloide |             | [ 1 ]          |       |
| The Herald         | qüestionable    |                    | pagament | tabloide    |                |       |
| Irish Dialy Star   | qüestionable    |                    | pagament | tabloide    |                |       |
| Irish Daily Mirror | sensacionalista |                    | pagament | tabloide    |                |       |
| Irish Daily Mail   | sensacionalista |                    | pagament | tabloide    |                |       |
| Irish Examiner     | seriós          |                    | pagament | gran format |                |       |
| thejournal.ie      |                 | liberal            | gratuït  | digital     |                | [ 1 ] |

| Nom del diari | Periodicitat | Tendència | Tipus    | Format | Grup editorial | Ref. |
| ------------- | ------------ | --------- | -------- | ------ | -------------- | ---- |
| Seachtain     | setmanal     |           | pagament |        |                |      |
| Goitse        | setmanal     |           | pagament |        |                |      |
| Saol          | mensual      |           | pagament |        |                |      |

## Premsa desapareguda
- Lá Nua
- Gaelscéal
- Foinse
- Cork Free Press
- Daily Express
- Daily Ireland
- The Daily News
- The Evening News
- The Evening Telegrah
- The Irish Press
- Irish Bulletin